# Saratoga (Indiana)
Saratoga és una població dels Estats Units a l'estat d'Indiana. Segons el cens del 2000 tenia 288 habitants.

## Demografia
Segons el cens del 2000, Saratoga tenia 288 habitants, 118 habitatges, i 77 famílies. La densitat de població era de 427,7 habitants/km².
Dels 118 habitatges en un 30,5% hi vivien nens de menys de 18 anys, en un 55,9% hi vivien parelles casades, en un 8,5% dones solteres, i en un 33,9% no eren unitats familiars. En el 29,7% dels habitatges hi vivien persones soles el 12,7% de les quals corresponia a persones de 65 anys o més que vivien soles. El nombre mitjà de persones vivint en cada habitatge era de 2,44 i el nombre mitjà de persones que vivien en cada família era de 3,08.
Per edats la població es repartia de la següent manera: un 26% tenia menys de 18 anys, un 10,1% entre 18 i 24, un 26% entre 25 i 44, un 20,5% de 45 a 60 i un 17,4% 65 anys o més.
L'edat mediana era de 35 anys. Per cada 100 dones de 18 o més anys hi havia 86,8 homes.
La renda mediana per habitatge era de 30.000 $ i la renda mediana per família de 39.688 $. Els homes tenien una renda mediana de 29.167 $ mentre que les dones 13.750 $. La renda per capita de la població era de 14.669 $. Entorn del 5,3% de les famílies i el 6,9% de la població estaven per davall del llindar de pobresa.

## Poblacions més properes
El següent diagrama mostra les poblacions més properes.